# The Alton Gift
The Alton Gift este un roman științifico-fantastic (de fantezie științifică) din 2007 al scriitoarei americane Marion Zimmer Bradley scris împreună cu Deborah J. Ross. 
Face parte din Seria Darkover care are loc pe planeta fictivă Darkover din sistemul stelar fictiv al unei gigante roșii denumită Cottman. Planeta este dominată de ghețari care acoperă cea mai mare parte a suprafeței sale. Zona locuibilă se află la doar câteva grade nord de ecuator.
The Alton Gift are loc la 3 ani după moartea lui Regis Hastur în Traitor's Sun și este o continuare directă a povestirii. 